# میرقاسم جشم آذر
ميرقاسيم ميكايل جشم آذر كان رئيسًا للحزب الديمقراطي الأذربيجاني في الفترة 1954-1959، وعالمًا.
خلال فترة الحكومة الشعبية الأذربيجانية ، كان قائد الوحدات الموالية لتبريز، ومساعد جعفر بيشيفاري ، ورئيس لجنة الإذاعة الأذربيجانية.

## حياته
ولد ميرقاسم ميكايل أوغلو جشم آذر عام 1920.
كان عضواً في لجنة تبريز لحزب توده الذي تأسس عام 1944.  وكان عضواً في اللجنة المركزية للحزب الديمقراطي الأذربيجاني.  وفي الفترة من 10 ديسمبر 1945 إلى 15 يناير 1946، شغل منصب قائد الوحدات الموالية لتبريز.  من يناير إلى يونيو 1946، كان مساعدًا لـ إس جي بيشيفاري.  وفي 26 أبريل 1946، أصبح رئيسًا لمحطة إذاعة تبريز التي أنشئت بالقرب من لجنة إذاعة أذربيجان.  وفي 3 سبتمبر 1946، في الذكرى الأولى لتأسيس الحزب الديمقراطي الأذربيجاني، تم تكريمه بوسام "ساترخان" لمشاركته في الحركة الديمقراطية الوطنية.  في عام 1946، وبمبادرة من إس جي بيشيفاري وميرقاسيم جشم آذر وآخرين، تم تشكيل "وحدة مقاومة بابك" لمقاومة دخول جيش طهران إلى أذربيجان.
وبعد حل الحكومة الشعبية الأذربيجانية ، جاء إلى باكو. وهناك، دافع عن عمله الأكاديمي حول "تكوين ونشاط الحزب الديمقراطي الأذربيجاني" وحصل على درجة الدكتوراه في علوم التاريخ مرشحًا لجائزة التاريخ. شارك في الأنشطة العلمية في معهد الدراسات الشرقية التابع للأكاديمية الوطنية الأذربيجانية للعلوم في قسم "تاريخ أذربيجان الجنوبية".
في عام 1954، تم انتخاب ميرقاسيم جشم آذر رئيسًا للحزب الديمقراطي الأذربيجاني من خلال الانتخابات خلال مؤتمر الحزب.  شغل منصب رئيس الحزب الديمقراطي الأذربيجاني من عام 1954 إلى عام 1959. كما شارك في بدايات حركة التحرير الوطني الأذربيجاني في عام 1988.